# Mohamed Rouabhi
 (février 2021).
Mohamed Rouabhi (né le 18 février 1965 dans le 10e arrondissement de Paris) est un auteur dramatique, comédien et metteur en scène français.

## Biographie
Son père algérien faisait partie des bataillons indigènes de l’Armée française lors de la Seconde Guerre mondiale. Durant la guerre d’Algérie, sa mère était membre du FLN. Ils ont été capturés.
En 1985, Mohamed Rouabhi rentre à l'École nationale supérieure des arts et techniques du théâtre (ENSATT). Il rencontre les professeurs d’interprétation Marcel Bozonnet et Stuart Seide au Conservatoire national supérieur d'art dramatique (CNSAD) ainsi que l'enseignante d'art dramatique Brigitte Jaques.

### Acteur
Dès cette époque, il entame une carrière de comédien de théâtre avec des spectacles montés entre autres par Claire Lasne. Les textes sont majoritairement d'auteurs contemporains. En 1997, il monte un des poèmes de Mahmoud Darwich, inédit en France.

### Dramaturge
Il écrit pour la revue Lumières de la ville animée par Roland Castro et Jean-Paul Dollé ainsi que pour huit numéros de Vacarme.
En 2003, il écrit et met en scène Providence café au Théâtre du Rond-Point.
Il reçoit le prix nouveau talent théâtre SACD.
En 2011, Claire Nebout interprète La Belle de Cadiz, un monologue créé pour le Festival Off d'Avignon au théâtre du Chien qui fume. En 2013, sa reprise est au CDN d’Aubervilliers.

## Théâtre

### Auteur
- 1994 : Les Acharnés
- 1994 : Les Fragments de Kaposi
- 1997 : Les Nouveaux Bâtisseurs
- 1997 : Ma petite vie de rien du tout
- 1998 : L'Âge de sang
- 1999 : La Confession, collectif
- 2000 : Malcolm X
- 2000 : Intérieur nuit / extérieur jour
- 2003 : Providence café
- 2006 : Arnaque, cocaïne & bricolage
- 2017 : Alan
- 2017 : Jamais seul
- 2020 : Moi, Jean-Noël Moulin, président sans fin

### Comédien
- 1991 : L'Exercice de la bataille d'Anne Torrès, mise en scène de l'auteur, La Coursive La Rochelle
- 1994 : Amphitryon d'Heinrich von Kleist, mise en scène Stéphane Braunschweig, Festival d'Avignon, Théâtre de l'Athénée-Louis-Jouvet
- 2002 : Prometeo de Rodrigo García, mise en scène François Berreur, Festival d'Avignon
- 2016 : L'Art de la comédie d'Eduardo De Filippo, mise en scène Patrick Pineau, Théâtre-Sénart, tournée
- 2017 : Jamais seul de Mohamed Rouabhi, mise en scène Patrick Pineau, Théâtre-Sénart, tournée
- 2020 : Faut-il laisser les vieux pères manger seuls aux comptoirs des bars de Carole Thibaut, mise en scène Carole Thibaut, Théâtre des Ilets - CDN de Montluçon, tournée

## Prix et récompenses
- 2002 : prix nouveau talent théâtre de la SACD[2]

## Publications

### Théâtre
- Les Fragments de Kaposi suivi de Les Acharnés, Arles, Actes Sud, 1994, 93 p. (Actes Sud-Papiers)
- Les Nouveaux Bâtisseurs suivi de Ma petite vie de rien du tout, Arles, Actes Sud, 1997, 90 p. (Actes Sud-Papiers)
- L'Âge de sang, Grigny, éd. Paroles d'aube, 1998, 21 p. (L'adieu au siècle ; 35)
- Malcolm X, Arles, Actes Sud, 2000, 33 p. (Actes Sud-Papiers)
- Intérieur nuit / extérieur jour, in Des mots pour la vie. Pièces courtes, Paris, Pocket, 2000, 251 p.
- Providence café, Arles, Actes Sud, 2003, 50 p. (Actes Sud-Papiers)
- Arnaque, cocaïne & bricolage, Arles, Actes Sud, 2006. (Actes Sud-Papiers)
- Intérieur nuit / Extérieur jour in  Le Français phonétique – Hachette 2010
- Alan suivi de Jamais seul, Arles, Actes Sud, octobre 2017, 165 p. (Actes Sud-Papiers)

### Théâtre pour la jeunesse
- Jérémy Fisher, Arles, Actes Sud junior, 2002, 39 p. (Heyoka jeunesse, Actes Sud-Papiers poche + dossier pédagogique)
- Un enfant comme les autres, Arles, Actes Sud junior, 2007, 64 p. (Heyoka jeunesse)

### Textes pour revues
- Écrire pour être libre in La Revue du théâtre no 14 – Actes Sud-Papiers
- Avant-Propos, Écrire avant Ramallah in Revue Vacarme no 8 – printemps 1999
- Par morceaux entiers in  Revue Vacarme no 9 – automne 1999
- Frères de colère in Revue Vacarme no 10 – hiver 2000
- Celui qui s’en va ne laisse rien, Western, un atelier d’écriture in  Revue Vacarme no 11 – printemps 2000
- Un portrait, Western, un atelier d’écriture in Revue Vacarme no 12 – printemps 2000
- L’âge de sang, El Menfi, l’exilé in Revue Vacarme no 13 – été 2000
- Les morts-vivants  fragments de morts violentes in Revue Vacarme no 14 – hiver 2001
- Le temps de vivre et le temps d’oublier in Revue Vacarme no 15 – printemps 2001
- Malcolm made in Africa in Revue Vacarme no 16 – été 2001
- Un été de feu : de bons jours pour mourir 1/2, Paris, Vacarme, coll. « Processus » (no 17), 4 septembre 2001, 112 p. (ISBN 978-2-915547-88-7, ISSN 1253-2479, présentation en ligne, lire en ligne) « Ses yeux sont dans les miens. La jeune femme doit avoir 20 ou 21 ans. Une courte mèche brune sort de son casque.
Elle est belle. Elle est crispée. Ou peut-être a-t-elle froid malgré la chaleur étouffante du désert. »
- Anatomie d'un massacre, Sabra/Chatila, in Un très Proche-Orient, Paris, Joëlle Losfeld/Dada, 2001, 208 p.
- Le Quatrième Mur in Le Théâtre à l'école, Cahiers no 11 – ANRAT / Actes Sud-Papiers 2002
- Écoute-toi mourir en secret, in 5 min avant l'aube, Paris, Le Thé des écrivains, 2006, 192 p.

### Livret d'opéra
- Jérémy Fisher, musique Isabelle Aboulker – Gérard Billaudot SA, 2007 – Partition orchestre et livret